# Polimerizzazione
Con il termine polimerizzazione si intende la reazione chimica che porta alla formazione di una catena polimerica, ovvero di una molecola costituita da molte parti uguali che si ripetono in sequenza (dette "unità ripetitive"), a partire da molecole più semplici (dette "monomeri", o "unità monomeriche").

## Classificazione per meccanismo di reazione

Una polimerizzazione per condensazione. Il "condensato" in questo caso è l'acqua

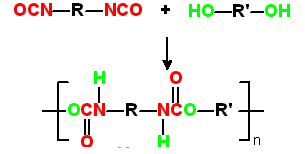
Sintesi di un poliuretano a partire da un di-isocianato e da un diolo. Siccome dalla reazione di polimerizzazioni non vengono prodotti "condensati" (bensì solo catene polimeriche), il poliuretano è un polimero di addizione.

Nel 1929 i polimeri furono distinti da Wallace Carothers in polimeri di addizione e polimeri di condensazione, a seconda che la reazione di polimerizzazione produca rispettivamente solo il polimero o anche una specie a basso peso molecolare (chiamata "condensato").
I poliuretani (polimeri prodotti a partire da un diisocianato e un diolo) sono ad esempio polimeri di addizione.
Più tardi (nel 1953), Paul Flory distinse i polimeri in base al meccanismo di reazione seguito dalla reazione di sintesi dei polimeri. A seconda del meccanismo di reazione, la reazione di polimerizzazione può essere infatti distinta in:
- polimerizzazione a catena (in inglese chain polymerization)
- polimerizzazione a stadi (in inglese step polymerization).[5]

I polimeri ottenuti per polimerizzazione a stadi sono in genere polimeri di condensazione, mentre i polimeri ottenuti per polimerizzazione a catena sono in genere polimeri di addizione. Esistono comunque delle eccezioni a questa regola, ad esempio il poliuretano è un polimero di addizione ma la sua produzione avviene tramite polimerizzazione a stadio. Quindi le classi di polimeri secondo la classificazione di Carothers e secondo la classificazione di Flory non coincidono.

### Polimerizzazione a catena

Rappresentazione della molecola di polietilene, un polimero ottenuto per polimerizzazione a catena. La molecola viene rappresentata dall'unità ripetitiva e un numero "n", che indica il numero di unità ripetitive di cui è composto il polimero.

Nella polimerizzazione a catena la reazione è innescata dalla formazione di una specie chimica attiva, chiamata iniziatore, che può essere costituita da un radicale, un carbocatione o un carbanione. L'iniziatore somma ricorsivamente su di sé una molecola di monomero, spostando il centro di reattività (l'elettrone spaiato, la carica elettrica) all'estremità della catena a mano a mano che questa cresce. Il processo di produzione di una catena polimerica è suddiviso in 3 fasi: attivazione, propagazione e terminazione.
Un esempio di polimero ottenuto per polimerizzazione a catena è il polietilene.
In presenza di una elevata temperatura o pressione il doppio legame tra gli atomi di carbonio si rompe ed è sostituito con un legame singolo covalente.
A ogni atomo di carbonio competeranno quindi 7 elettroni nel livello energetico più esterno. 
Per soddisfare le richieste di legame, il monomero si combina con altri monomeri di etilene, assicurando così che ogni atomo di carbonio condivida 4 legami covalenti.
La polimerizzazione può avvenire grazie alla presenza di un doppio legame covalente tra gli atomi di carbonio nella molecola del reagente.
Il legame doppio (assieme al legame triplo) è detto "legame insaturo"; esso è costituito da due legami che hanno forze di legame di entità differenti: il legame σ (più forte) e il legame π (più debole). Dalla rottura del legame π si genera una specie chimica instabile (detto radicale) a cui possono addizionarsi monomeri addizionali, allungando la catena.
La concentrazione di monomero nell'ambiente di reazione nel caso di polimerizzazione a catena diminuisce con velocità costante. La resa per questo tipo di polimerizzazione è elevata, e i polimeri che si ottengono hanno un minore grado di polimerizzazione rispetto a quelli ottenuti nella polimerizzazione a stadi.

### Polimerizzazione a stadi
La polimerizzazione a stadi si realizza tra specie chimiche aventi due (o più) estremità reattive (gruppi funzionali), capaci quindi di legarsi le une alle altre, formando lunghe catene per unione di catene più corte.
Un esempio di polimero prodotto per polimerizzazione a stadi è il nylon.

### Confronto tra polimerizzazione a catena e polimerizzazione a stadi
La tabella seguente mette in risalto le principali differenze che intercorrono tra la polimerizzazione a catena e polimerizzazione a stadi.
|                                                    | Polimerizzazione a catena | Polimerizzazione a stadi |
| -------------------------------------------------- | --- | --- |
| Centri di reazione                                 | Centri attivi (radicali o ioni) | Gruppi funzionali |
| Peso molecolare delle catene polimeriche nel tempo | I polimeri ad alto peso molecolare si formano in minore tempo e con conversioni più basse. La concentrazione di monomero decresce nel tempo. | I polimeri ad alto peso molecolare si formano in più tempo (diverse ore) e con conversioni più elevate. La concentrazione di monomero si riduce molto presto.                    |
| Numero di catene polimeriche nel tempo             | Si ha una fase iniziale di produzione di specie attivate (attivazione), passata la quale avviene l'allungamento delle catene polimeriche (propagazione), che non aumentano di numero durante questa seconda fase. Durante la successiva fase di terminazione si ha infine una diminuzione del numero di catene polimeriche. | Il monomero reagisce immediatamente per formare catene polimeriche che si accrescono a una velocità pressoché costante.                                                          |
| Viscosità                                          | Si ha elevata viscosità per la massima parte del processo (a causa dell'elevato peso molecolare delle catene) | Si ha viscosità non elevata per la massima parte del processo (a causa del basso peso molecolare delle catene).                                                                  |
| Specie reagenti                                    | Possono reagire solo le specie in cui è presente un centro attivo (radicali o ioni) | Qualunque specie può prendere parte alla reazione, per cui la probabilità di avere reazioni secondarie è maggiore.                                                               |
| Assunzioni sulle costanti cinetiche                | Tutti i radicali in accrescimento (a prescindere dal loro peso molecolare) hanno uguale costante cinetica | Tutte le catene in accrescimento hanno uguale costante cinetica (a prescindere dal loro peso molecolare), ovvero i gruppi funzionali di tutte le catene hanno uguale reattività. |
| Classificazione di Carothers                       | In genere si ottengono polimeri di addizione | In genere si ottengono polimeri di condensazione. |

## Classificazione per fasi coinvolte
A livello industriale, esistono 4 differenti metodi di produzione dei polimeri per addizione, che si differenziano a seconda delle fasi coinvolte nel processo:
- polimerizzazione in massa (o omogenea)
- polimerizzazione in soluzione
- polimerizzazione in sospensione
- polimerizzazione in emulsione.

### Polimerizzazione in massa
Viene utilizzata industrialmente per la produzione di PS, PVC, PMMA, PET, PA-6.6, PE (alta pressione).
Ha come vantaggi l'assenza di solvente (che comporta dei costi, produzione di sostanze inquinanti e deve essere successivamente recuperato), ed il fatto che la polimerizzazione avviene in situ, direttamente nello stampo (vantaggioso soprattutto per il PMMA).

I principali svantaggi sono dovuti all'aumento di viscosità (in breve tempo), alla difficoltà di dissipazione del calore che si produce durante la reazione, allo scarso controllo delle variazioni dimensionali (differente densità), ed all'impossibilità di condurre reazioni in cui il solvente ha parte attiva.

Come caratteristica, si ha che l'iniziatore deve essere solubile nel monomero di partenza (la maggior parte dei monomeri è apolare). Per evitare fenomeni di autoaccelerazione si utilizzano trasferitori di catena.

### Polimerizzazione in sospensione (micromassa)
Viene usata per PS, PVC, PMMA, reazioni fortemente esotermiche. Per facilitare la rimozione del calore si crea una sospensione in un mezzo disperdente che ha una certa viscosità. Si frammenta il sistema in massa formando perle di qualche mm di diametro. Ogni particella ha comportamento cinetico come il processo in massa.
Vantaggi
- facilità di rimozione del calore.

Svantaggi
- eliminazione degli stabilizzanti;
- agitazione rigorosa.

Come caratteristica, si ha che come disperdente viene usata acqua stabilizzata da caolino, gelatine colloidali ed altri, e ciò è importante anche per la morfologia delle particelle che si ottengono di polimero (separate o coalizzate assieme). L'iniziatore ed il monomero devono essere insolubili in acqua (mezzo disperdente), e l'iniziatore deve essere solubile nel monomero.

### Polimerizzazione in soluzione
Viene usata per PE, PP, PVAc, PAN, PA-6.6, polimerizzazioni interfacciali, ioniche. 
Tutte le polimerizzazioni stereospecifiche (es. Ziegler-Natta) vengono svolte in un solvente idrocarburico.
Vantaggi
- viscosità ridotta e quindi miglior controllo della temperatura;
- possibilità di condurre polimerizzazioni in cui il solvente ha parte attiva.

Svantaggi
- presenza del solvente.

Come caratteristica, si ha che l'iniziatore ed il monomero devono essere solubili nel solvente (polare o apolare).

### Polimerizzazione in emulsione
Viene usata per PS, PVC, PVAc.
Vantaggi
- viscosità ridotta
- alta vp e DPn contemporaneamente.

Svantaggi
- presenza del tensioattivo (il lattice deve essere coagulato).

Viene effettuata in un sistema disperdente a base acquosa; il monomero non è solubile in acqua, ma lo è l'iniziatore. Questa tecnica permette di ottenere alti PM e alte vp.

Per una polimerizzazione in emulsione oltre ad acqua, monomero ed iniziatore, è necessario aggiungere un emulsificante, di solito un tensioattivo: quando questo entra in acqua contenente monomero si formano delle micelle, con le teste polari all'esterno e le code apolari all'interno.
Una parte di queste micelle andrà a stabilizzare delle goccioline di monomero (ed in seguito di polimero), comportandosi da reattori; delle grosse gocce invece conterranno solo il monomero, comportandosi da serbatoi. C'è poi una quantità di emulsificante che sta disperso come molecola singola.
L'iniziatore, in fase acquosa, darà origine ai radicali che si muovono per raggiungere le particelle di monomero (goccioline), ed a questo punto avrà inizio la polimerizzazione radicalica.
La polimerizzazione avviene in questo modo:
1. presenza di un certo numero di micelle e gocce serbatoio di monomero. La quantità di micelle che si forma dipende dalla quantità di tensioattivo che deve essere maggiore della concentrazione micellare critica (CMC); le dimensioni sono di 100-200 Ǻ e la concentrazione di 1014 micelle/cm3. L'iniziatore può dare origine a 1013 radicali/cm3, che diffondono quindi nelle micelle nella quantità di 1 radicale ogni 10 secondi. Quando il radicale incontra il monomero nelle micelle inizia la polimerizzazione. Essendoci più micelle reattori rispetto alla gocce serbatoio, l'iniziatore avrà maggiore probabilità di incontrare il monomero nei reattori che nel serbatoio.
2. inizia a formarsi il "serpentello" di polimero e quindi le micelle rigonfiano e le gocce serbatoio continuano per diffusione a rifornire di monomero le micelle. Si ha la formazione di un lattice costituito da queste gocce rigonfiate di monomero/polimero, le quali però tendono a collassare quindi è necessaria una vigorosa agitazione.
3. si ha uno stato stazionario dovuto alla terminazione nella micella in seguito all'arrivo del secondo radicale. Ogni 10 secondi si avrà quindi terminazione (che dura altrettanti 10 secondi). Le micelle sono pertanto attive solo per la metà del tempo, o, viceversa, nello stesso tempo sono attive la metà delle micelle.
4. quando la percentuale di conversione supera il 70%, le gocce serbatoio non riescono più a rifornire di monomero le micelle-reattori e quindi la concentrazione del monomero nel lattice diminuisce, tendendo a diminuire la vp.

## Copolimerizzazione
La copolimerizzazione è la reazione con cui si formano macromolecole caratterizzate da almeno 2 o più differenti unità ripetitive che non si legano secondo una sequenza obbligatoria. Più nello specifico, si parla di "bipolimero", "terpolimero" e "quaterpolimero" per indicare copolimeri con rispettivamente 2, 3 o 4 unità ripetitive.
Inoltre a seconda di come sono collegate le unità ripetitive, si parla di copolimeri a blocchi, a innesto, alternati o casuali.

Copolimero a blocchi
Copolimero a innesto
Compolimero alternato
Copolimero casuale